# Командване на Сухопътни войски
Командването на Сухопътни войски (КСВ) е орган на Министерството на народната отбрана.

## История
На 18 септември 1973 г. с решение № 553 на Политбюро на ЦК на БКП и на заповед № 00136 от 21 септември 1973 г. на министъра на народната отбрана се формира Командване на Сухопътните войски. От 1 октомври 1973 г. започва да функционира с военнопощенски номер 15000. С министерска заповед № УК 520 от 22 септември Христо Добрев е назначен за заместник-министър на народната отбрана и командващ Сухопътните войски. Командващ на Сухопътните войски по правило е първия заместник-министър на народната отбрана. Организационната му структура се състои от Командване, канцелария, политически управление, Щаб със съответните управления и самостоятелни отдели, тил, органи на въоръжението и техниките, както и управления и самостоятелни отдели на пряко подчинение на командващия. Отделно към командването функционира и Военен съвет. На 1 октомври 1978 г. военнопощенския му номер е сменен на 22450. През 1996 г. е реорганизирано в Главен щаб на Сухопътните войски.

## Командири
Званията са към датата на заемане на длъжността:
- Генерал-полковник Христо Добрев (октомври 1973 – 20 септември 1987)
- Генерал-лейтенант (ген.-полк. от 1988) Панайот Панайотов (20 септември 1987 – 9 ноември 1990)
- Генерал-лейтенант Ангел Ангелов (9 ноември 1990 – 2 август 1991)
- Генерал-лейтенант Люцкан Люцканов – (30 август 1991 – 12 май 1993)
- Генерал-лейтенант Цветан Тотомиров (12 май 1993 – 2 декември 1994)
- Генерал-майор Захарин Илиев (2 декември 1994 – 2 юли 1996)

## Началници на щаба
Званията са към датата на заемане на длъжността:
- Михо Братованов – ?
- Станчо Митев – 70-те години
- генерал-лейтенант Радню Минчев – 1980 – 1984
- генерал-майор Ангел Ангелов – февруари 1985 – 1988 г.
- генерал-лейтенант Христо Христов – 1987 – 1990
- генерал-майор Петко Прокопиев – 1 септември 1991 – юли 1992
- генерал-майор Ангел Кацаров – юли 1992 – 2 декември 1994

## Началници на Управление „Ракетни войски и артилерия“ (1973 – 1995)
Званията са към датата на заемане на длъжността:
- генерал-майор (ген.-лейт. от 1974) Димитър Тодоров (1973 – 1978)
- генерал-майор (ген.-лейт. от 1981) Добри Караджов (1978 – 1990)
- полковник (ген.-майор от 1990) Ангел Марин (1990 – 1992)
- полковник Вълчо Фотев (25 август 1992 – 31 август 1996)

## Началници на Разузнавателно управление (РУ-КСВ)
Званията са към датата на заемане на длъжността:
- полковник (ген.-майор от 1974) Иван Узунов – 9 октомври 1973 – 1978
- полковник (ген.-майор от 1983) Тодор Тодоров – 1978-ноември 1987
- полковник Ангел Кацаров – ноември 1987 – 2 август 1991
- полковник Кольо Матеев – 2 август 1991 – 10 септември 1992
- полковник (ген.-майор от 1997) Тодор Милев – 10 септември 1992 – 6 март 2000 г. (от 1996 г. началник на РУ в Главния щаб на Сухопътните войски)

## Началници на Оперативно управление
Званията са към датата на заемане на длъжността:
- полковник (ген.-майор от 1984) Христо Христов – февруари-декември 1984
- генерал-майор Ангел Ангелов – декември 1984-февруари 1985 г.